# Bobcats Parma
I Bobcats Parma sono una squadra di football americano di Parma. 

## Storia
Fondati nel 2004, dopo lo scioglimento della NFL Italia hanno aderito alla Federazione Italiana Football.
Nel 2009 hanno preso parte alla Golden League della FIF; nel 2012 passano dalla FIF alla FIDAF.
Dopo lo scioglimento del roster alla fine del 2012, nel 2014 i Bobcats rinascono grazie all'aiuto dello storico head coach Gabriele Picelli e dell'offensive coordinator Lorenzo Cardani. Nello stesso anno la squadra viene iscritta alla IAAFL, prendendo parte alla Winter League F5 raggiungendo il secondo posto e all'Italy 9 Championship 2015.
Nel 2015 rinnovano l'iscrizione alla IAAFL, conquistando il titolo di Campioni d'Inverno 7vs7 vincendo in finale contro l'Academy Milano.

## Dettaglio stagioni

### Tornei nazionali

#### Campionato

##### Serie A/Golden League/Italy 9 Championship/Spring League
| Stagione | regular season | regular season | regular season | regular season | regular season | regular season | playoff | playoff | playoff | playoff | playoff | playoff          | playoff             |
|          | Vin            | Par            | Per            | Tot            | PF             | PS             | Vin     | Per     | Tot     | PF      | PS      | risultato        | avversaria          |
| -------- | -------------- | -------------- | -------------- | -------------- | -------------- | -------------- | ------- | ------- | ------- | ------- | ------- | ---------------- | ------------------- |
| 2008     | 1              | 0              | 7              | 8              | 48             | 242            | -       | -       | -       | -       | -       | -                | -                   |
| 2009     | 2              | 0              | 8              | 10             | 130            | 259            | 0       | 1       | 1       | 6       | 31      | Quarti di finale | Bengals Brescia     |
| 2010     | 3              | 0              | 5              | 8              | 155            | 194            | 1       | 1       | 2       | 24      | 42      | Semifinale       | Red Jackets Luni    |
| 2011     | 3              | 0              | 3              | 6              | 110            | 68             | -       | -       | -       | -       | -       | -                | -                   |
| 2015     | 1              | 0              | 3              | 4              | 52             | 133            | -       | -       | -       | -       | -       | -                | -                   |
| 2016     | 2              | 0              | 2              | 4              | 88             | 72             | 2       | 1       | 3       | 90      | 71      | Superbowl IAAFL  | I Guerrieri Aiacciu |
| Totale   | 12             | 0              | 28             | 40             | 583            | 968            | 3       | 3       | 6       | 120     | 144     |                  |                     |

Fonte: Enciclopedia del Football - A cura di Roberto Mezzetti

##### LENAF
| Stagione | regular season | regular season | regular season | regular season | regular season | regular season | playoff | playoff | playoff | playoff | playoff | playoff   | playoff    |
|          | Vin            | Par            | Per            | Tot            | PF             | PS             | Vin     | Per     | Tot     | PF      | PS      | risultato | avversaria |
| -------- | -------------- | -------------- | -------------- | -------------- | -------------- | -------------- | ------- | ------- | ------- | ------- | ------- | --------- | ---------- |
| 2012     | 4              | 0              | 4              | 8              | 245            | 240            | -       | -       | -       | -       | -       | -         | -          |
| Totale   | 4              | 0              | 4              | 8              | 245            | 240            | -       | -       | -       | -       | -       |           |            |

Fonte: Enciclopedia del Football - A cura di Roberto Mezzetti

##### Serie B (terzo livello)/Serie C (terzo livello)/CIF9
| Stagione | regular season | regular season | regular season | regular season | regular season | regular season | playoff | playoff | playoff | playoff | playoff | playoff              | playoff            |
|          | Vin            | Par            | Per            | Tot            | PF             | PS             | Vin     | Per     | Tot     | PF      | PS      | risultato            | avversaria         |
| -------- | -------------- | -------------- | -------------- | -------------- | -------------- | -------------- | ------- | ------- | ------- | ------- | ------- | -------------------- | ------------------ |
| 2005     | 0              | 0              | 6              | 6              | 36             | 232            | -       | -       | -       | -       | -       | -                    | -                  |
| 2006     | 3              | 0              | 3              | 6              | 82             | 72             | -       | -       | -       | -       | -       | -                    | -                  |
| 2007     | 1              | 0              | 5              | 6              | 42             | 145            | -       | -       | -       | -       | -       | -                    | -                  |
| 2013     | 2              | 0              | 4              | 6              | 74             | 194            | 0       | 1       | 1       | 6       | 14      | Sedicesimi di finale | Hurricanes Vicenza |
| Totale   | 6              | 0              | 18             | 24             | 234            | 643            | 0       | 1       | 1       | 6       | 14      |                      |                    |

Fonte: Enciclopedia del Football - A cura di Roberto Mezzetti

### Tornei giovanili

#### Under-21
| Stagione | regular season | regular season | regular season | regular season | regular season | regular season | playoff | playoff | playoff | playoff | playoff | playoff          | playoff                  |
|          | Vin            | Par            | Per            | Tot            | PF             | PS             | Vin     | Per     | Tot     | PF      | PS      | risultato        | avversaria               |
| -------- | -------------- | -------------- | -------------- | -------------- | -------------- | -------------- | ------- | ------- | ------- | ------- | ------- | ---------------- | ------------------------ |
| 2004     | 1              | 0              | 3              | 4              | 42             | 143            | 0       | 1       | 1       | 0       | 69      | Ottavi di finale | Green Hogs Reggio Emilia |
| 2005     | 1              | 0              | 3              | 4              | 58             | 75             | -       | -       | -       | -       | -       | -                | -                        |
| 2006     | 0              | 0              | 4              | 4              | 12             | 133            | 0       | 1       | 1       | 0       | 69      | Ottavi di finale | Barbari Roma             |
| 2007     | 0              | 0              | 4              | 4              | 41             | 142            | -       | -       | -       | -       | -       | -                | -                        |
| 2008     | 1              | 0              | 5              | 6              | 114            | 243            | -       | -       | -       | -       | -       | -                | -                        |
| 2009     | 0              | 0              | 4              | 4              | 40             | 166            | -       | -       | -       | -       | -       | -                | -                        |
| 2010     | 1              | 0              | 4              | 5              | 72             | 101            | -       | -       | -       | -       | -       | -                | -                        |
| 2011     | 2              | 0              | 4              | 6              | 92             | 217            | -       | -       | -       | -       | -       | -                | -                        |
| Totale   | 6              | 0              | 31             | 37             | 471            | 1220           | 0       | 2       | 2       | 0       | 138     |                  |                          |

Fonte: Enciclopedia del Football - A cura di Roberto Mezzetti

#### Under-17
| Stagione | regular season | regular season | regular season | regular season | regular season | regular season | playoff | playoff | playoff | playoff | playoff | playoff   | playoff    |
|          | Vin            | Par            | Per            | Tot            | PF             | PS             | Vin     | Per     | Tot     | PF      | PS      | risultato | avversaria |
| -------- | -------------- | -------------- | -------------- | -------------- | -------------- | -------------- | ------- | ------- | ------- | ------- | ------- | --------- | ---------- |
| 2004     | 0              | 0              | 3              | 4              | 28             | 52             | -       | -       | -       | -       | -       | -         | -          |
| Totale   | 0              | 0              | 3              | 4              | 28             | 52             | -       | -       | -       | -       | -       |           |            |

Fonte: Enciclopedia del Football - A cura di Roberto Mezzetti

### Altri tornei

#### Torneo Città di Molinella
| Stagione | regular season | regular season | regular season | regular season | regular season | regular season | playoff | playoff | playoff | playoff | playoff | playoff   | playoff    |
|          | Vin            | Par            | Per            | Tot            | PF             | PS             | Vin     | Per     | Tot     | PF      | PS      | risultato | avversaria |
| -------- | -------------- | -------------- | -------------- | -------------- | -------------- | -------------- | ------- | ------- | ------- | ------- | ------- | --------- | ---------- |
| TCM 2006 | 0              | 0              | 3              | 3              | 6              | 75             | -       | -       | -       | -       | -       | -         | -          |
| Totale   | 0              | 0              | 3              | 3              | 6              | 75             | -       | -       | -       | -       | -       |           |            |

Fonte: Enciclopedia del Football - A cura di Roberto Mezzetti

### Riepilogo fasi finali disputate
| Anno | Luogo                   | Evento          | Fase del torneo      | Incontro                                 | Risultato |
| 2004 | Reggio nell'Emilia      | Junior Bowl     | Ottavi di finale     | Green Hogs Reggio Emilia - Bobcats Parma | 69 - 0    |
| 2006 | Roma                    | Youngbowl       | Ottavi di finale     | Barbari Roma - Bobcats Parma             | 69 - 0    |
| 2009 | Villaggio Sereno        | Superbowl       | Quarti di finale     | Bengals Brescia - Bobcats Parma          | 31 - 6    |
| 2010 | Follo                   | Superbowl       | Semifinale           | Red Jackets Luni - Bobcats Parma         | 34 - 8    |
| 2013 | Creazzo                 | Ninebowl        | Sedicesimi di finale | Hurricanes Vicenza - Bobcats Parma       | 14 - 6    |
| 2016 | Granozzo con Monticello | Superbowl IAAFL | Finale               | Bobcats Parma - I Guerrieri Aiacciu      | 28 - 34   |

## Roster
Ecco la rosa dei Bobcats Parma aggiornata al 2016:
Defensive end
- 51 BONARETTI Simone
- 52 BRINZA Mike
- 57 GARULLI Gionata

Noseguard
- 61 SCRIMIERI Mirko

Linebacker
- 66 BELLETTI Nicola
- 56 FIETTA Giordano
- 90 VITULANO Gabriele
- 99 SALVARANI Alex
- 53 DIONI Mirko

Corner back
- 59 EDEWI Princely
- 23 FIETTA Luca
- 9 MARINO Eric

Strong safety
- 56 FIETTA Giordano
- 29 ZULLO Alessio

Center
- 72 SALTINI Davide
- 70 ANELLI Sebastiano

Tight end
- 89 CARDANI Lorenzo
- 24 ELETTO Alessio

Running Back
- 2   MANOU Omar
- 29 ZULLO Alessio
- 46 QUENTIN Noel
- 24 ELETTO Alessio

Wide Receiver
- 22 CANDIDO Sergio
- 82 RICCHIUTI Alessandro
- 1 CENUSA Ion
- 81 GUERRA Nicolas
- 35 CEBOTARI Radu
- 7   CHERA Alexandru

Offensive Guard
- 75 DANO Steven
- 70 ANELLI Sebastiano
- 57 GARULLI Gionata

Quarterback
- 8  GIAMBRUNO Alessio

## Bobcats con Azzurri d'Italia
Nel settembre 2015 i due runningback Alessio Eletto e Alessio Zullo hanno fatto parte della rappresentativa italiana della IAAFL: Azzurri d'Italia.
Nella rappresentativa italiana i due giocatori dei Bobcats hanno affrontato un test match contro il Team Morocco, con Eletto che chiude la partita con un touchdown e una trasformazione da due, mentre Zullo un touchdown e due trasformazioni da due.